# La Succha de Hualquiro
La Succha de Hualquiro es un caserío peruano ubicado en el distrito de Huarmaca, perteneciente a la provincia de Huancabamba del departamento de Piura, al norte del Perú. 

## Ubicación
La Succha de Hualquiro se ubica al sureste de la provincia de Huancabamba, en el distrito de Huarmaca, en el departamento de Piura.

## Demografía
En 2017 La Succha de Hualquiro tenía una población de 76 habitantes.